# براندنبرگ
براندنبرگ (به آلمانی: Brandenberg) یک منطقهٔ مسکونی در اتریش است که در ناحیه کوفستاین واقع شده‌است. براندنبرگ ۱۳۰٫۱۸ کیلومتر مربع مساحت دارد ۹۱۹ متر بالاتر از سطح دریا واقع شده‌است.